# Брукхејвен (Њујорк)
Брукхејвен (енгл. Brookhaven) насељено је место без административног статуса у америчкој савезној држави Њујорк.

## Демографија
По попису из 2010. године број становника је 3.451, што је 119 (-3,3%) становника мање него 2000. године.
| Група             | 2000.         | 2010.         |
| Белци             | 2.913 (81,6%) | 2.962 (85,8%) |
| Афроамериканци    | 361 (10,1%)   | 228 (6,6%)    |
| Азијати           | 23 (0,6%)     | 24 (0,7%)     |
| Хиспаноамериканци | 228 (6,4%)    | 212 (6,1%)    |
| Укупно            | 3.570         | 3.451         |